# Dendrorhynchoides
Dendrorhynchoides („stromový rypec“) byl rod malého pterosaura z čeledi Anurognathidae, žijícího zhruba před 125 miliony let (spodní křída) na území severovýchodní Číny (provincie Liao-ning, geologické souvrství I-sien). Mezi jeho příbuzné patřily například známější rody Batrachognathus a Anurognathus.

## Popis
Stejně jako ostatní zástupci čeledi Anurognathidae byl i Dendrorhynchoides malým obyvatelem lesnatých prostředí, živící se nejspíš převážně hmyzem. Jeho lebka byla pravděpodobně krátká a široká. Rozpětí křídel činilo pouhých 40 cm, Dendrorhynchoides tedy představoval jednoho z nejmenších známých ptakoještěrů vůbec.
Podle nových výzkumů byli tito specializovaní pterosauři patrně vývojem přizpůsobení k lovu hmyzu a jiných bezobratlých živočich, a to za horších světelných podmínek (při soumraku a v noci). Anurognatidi tedy mohli být přednostně krepuskulárními (soumračnými) nebo nokturnálními (nočními) živočichy.

## Systematika
Podle provedené fylogenetické analýzy byl Dendrorhynchoides zástupcem podčeledi Anurognathinae a jeho nejbližšími vývojovými příbuznými tak byly druhy Luopterus mutoudengensis, Jeholopterus ningchengensis, Anurognathus ammoni a Vesperopterylus lamadongensis.